# Megalomycter teevani
Megalomycter teevani är en fiskart som beskrevs av Myers och Freihofer, 1966. Megalomycter teevani ingår i släktet Megalomycter och familjen Cetomimidae. Inga underarter finns listade i Catalogue of Life.